# Jéhan Buhan
Jéhan Marie Eric Joseph Buhan (Bordeaux, 5 aprile 1912 – Bordeaux, 14 settembre 1999) è stato uno schermidore francese, vincitore di tre medaglie d'oro nella scherma ai giochi olimpici di Londra del 1948 e di Helsinki del 1952.